# Crystal Ball (Keane)
Crystal Ball is een single van de Britse band Keane afkomstig van het album Under the Iron Sea. De titel van het album komt tevens voor in Crystal Ball: het is de laatste zin van het eerste couplet van het lied. Hij was in week 30 van 2006 3FM Megahit en in de week van 5 augustus 2006 Alarmschijf.

## Uitgaven
De Single bevat de volgende tracks:
- Cd-single:

1. Crystal Ball
2. Maybe I Can Change

- Maxi-single:

1. Crystal Ball
2. Maybe I Can Change
3. The Iron Sea (Magic Shop version)

Het artwork op de singlecover is gedaan door Sanna Annuka Smith.

## Videoclip
In de videoclip van Crystal Ball speelt de Amerikaanse acteur Giovanni Ribisi (bekend van Saving Private Ryan). Hij speelt een man die bij terugkeer van zijn werk erachter komt dat heel zijn leven niet bestaat en er een andere man zijn plaats in heeft genomen. Zijn vrouw en zoon herkennen hem niet meer en ook op zijn werk is hij niet bekend.
Keane zelf is ook in de videoclip te zien maar dan in een normale huiskamer waar ze het lied spelen en in fragmenten door het verhaal heen te zien zijn. Er is ook een versie van de videoclip zonder de Keane-fragmenten.
De videoclip is geregisseerd door Giuseppe Capotondi.
| Crystal Ball in de Nederlandse Top 40 - binnen: 12 augustus 2006 | Crystal Ball in de Nederlandse Top 40 - binnen: 12 augustus 2006 | Crystal Ball in de Nederlandse Top 40 - binnen: 12 augustus 2006 | Crystal Ball in de Nederlandse Top 40 - binnen: 12 augustus 2006 | Crystal Ball in de Nederlandse Top 40 - binnen: 12 augustus 2006 | Crystal Ball in de Nederlandse Top 40 - binnen: 12 augustus 2006 | Crystal Ball in de Nederlandse Top 40 - binnen: 12 augustus 2006 | Crystal Ball in de Nederlandse Top 40 - binnen: 12 augustus 2006 | Crystal Ball in de Nederlandse Top 40 - binnen: 12 augustus 2006 | Crystal Ball in de Nederlandse Top 40 - binnen: 12 augustus 2006 | Crystal Ball in de Nederlandse Top 40 - binnen: 12 augustus 2006 | Crystal Ball in de Nederlandse Top 40 - binnen: 12 augustus 2006 | Crystal Ball in de Nederlandse Top 40 - binnen: 12 augustus 2006 |
| Week                                                             | 1                                                                | 2                                                                | 3                                                                | 4                                                                | 5                                                                | 6                                                                | 7                                                                | 8                                                                | 9                                                                | 10                                                               | 11                                                               | 12                                                               |
| ---------------------------------------------------------------- | ---------------------------------------------------------------- | ---------------------------------------------------------------- | ---------------------------------------------------------------- | ---------------------------------------------------------------- | ---------------------------------------------------------------- | ---------------------------------------------------------------- | ---------------------------------------------------------------- | ---------------------------------------------------------------- | ---------------------------------------------------------------- | ---------------------------------------------------------------- | ---------------------------------------------------------------- | ---------------------------------------------------------------- |
| Nummer                                                           | 24                                                               | 22                                                               | 20                                                               | 23                                                               | 23                                                               | 23                                                               | 23                                                               | 28                                                               | 30                                                               | 38                                                               | 38                                                               | Uit                                                              |